# Лауэрс (река)

Лауэрс (з.-фриз. De Lauwers, нидерл. De Lauwers) — река на севере Нидерландов. Длина — 40 км. Впадает в канал Зауткамперрил.
Практически на всём протяжении река течёт в северном направлении и является границей провинций Гронинген и Фрисландия.
Исторически в 730—785 гг вплоть до капитуляции Видукинда Саксонского река служила границей Франкского государства.